# Nigeriaanse presidentsverkiezingen 1999
| Stemverhoudingen in % |
| --------------------- |
|                       |

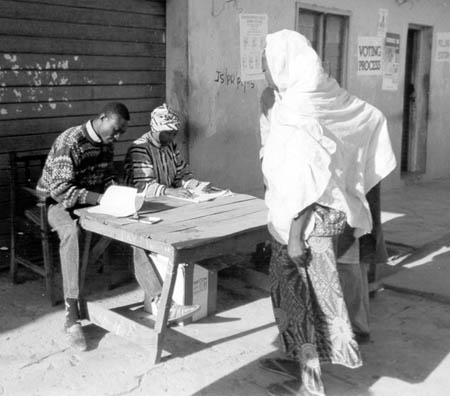
De stembusgang in Nigeria in 1999

De Nigeriaanse presidentsverkiezingen van 1999 vonden op 27 februari plaats en werden gewonnen door Olusegun Obasanjo van de Peoples Democratic Party (PDP). De verkiezingen van 1999 waren de eerste verkiezingen sinds de staatsgreep van 1993.
De parlementsverkiezingen van 1999 vonden daags voor de presidentsverkiezingen plaats, op 20 februari.
| Kandidaat                         | Kandidaat                         | Partij                            | Stemmen    | %     |
| --------------------------------- | --------------------------------- | --------------------------------- | ---------- | ----- |
|                                   | Olusegun Obasanjo                 | People's Democratic Party         | 18.738.154 | 62,78 |
|                                   | Olu Falae                         | AD—APP                            | 11.110.287 | 37,22 |
| Ongeldige stemmen/ blanco stemmen | Ongeldige stemmen/ blanco stemmen | Ongeldige stemmen/ blanco stemmen | 431.611    | 1,43  |
| Totaal                            | Totaal                            | Totaal                            | 29.848.441 | 98,57 |
| Geregistreerde kiezers/ opkomst   | Geregistreerde kiezers/ opkomst   | Geregistreerde kiezers/ opkomst   | 57.938.945 | 52,26 |
| Bron: AED (36 staten + FCT)       |                                   |                                   |            |       |

## Afbeeldingen

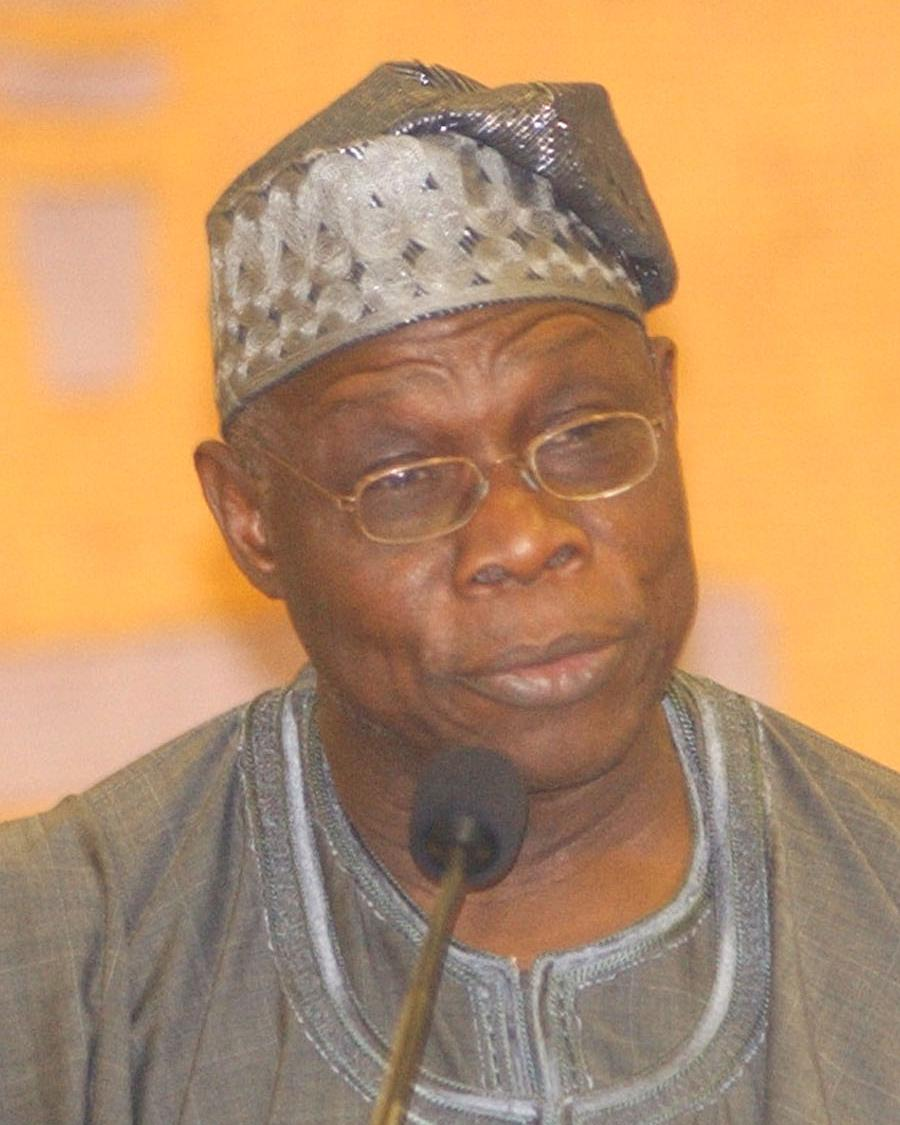
Olusegun Obasanjo won de presidentsverkiezingen met bijna 63% van de stemmen